# Yevhen Cheberko
Yevhen Cheberko (en ucraniano: Євген Ігорович Чеберко; Melitopol, 23 de enero de 1998) es un futbolista ucraniano que juega en la demarcación de centrocampista para el Columbus Crew de la Major League Soccer.

## Selección nacional
Tras jugar con la selección de fútbol sub-16 de Ucrania, la sub-17, la sub-18, la sub-19 y la sub-21, finalmente hizo su debut con la selección absoluta el 7 de octubre de 2020 en un encuentro amistoso contra Francia que finalizó con un resultado de 7-1 a favor del combinado francés tras los goles de Eduardo Camavinga, Corentin Tolisso, Kylian Mbappé, Antoine Griezmann, un doblete de Olivier Giroud y un autogol de Vitaliy Mykolenko para Francia, y de Viktor Tsyhankov para Ucrania.

## Clubes
| Club                | País           | Año       | Partidos | Goles |
| ------------------- | -------------- | --------- | -------- | ----- |
| F. C. Dnipro        | Ucrania        | 2015-2017 | 15       | 2     |
| F. C. Zorya Luhansk | Ucrania        | 2017-2020 | 62       | 1     |
| LASK                | Austria        | 2020-2021 | 7        | 0     |
| N. K. Osijek        | Croacia        | 2021-2023 | 61       | 1     |
| Columbus Crew       | Estados Unidos | 2023-     | 68       | 1     |

## Palmarés

### Títulos nacionales
| Título  | Club          | País           | Año  |
| ------- | ------------- | -------------- | ---- |
| MLS Cup | Columbus Crew | Estados Unidos | 2023 |

### Títulos internacionales
| Título      | Club          | País           | Año  |
| ----------- | ------------- | -------------- | ---- |
| Leagues Cup | Columbus Crew | Estados Unidos | 2024 |